# Stazione di Empoli
Stazione di Empoli vasútállomás Olaszországban, Empoli településen.

## Vasútvonalak
Az állomást az alábbi vasútvonalak érintik:
- Pisa–Firenze-vasútvonal
- Toszkánai Központi Vasút

## Kapcsolódó állomások
A vasútállomáshoz az alábbi állomások vannak a legközelebb:
- Stazione di San Miniato-Fucecchio (Stazione di Pisa Centrale)
- Stazione di Montelupo-Capraia (Stazione di Firenze Santa Maria Novella)
- Ponte a Elsa railway station (Stazione di Siena)